# Amborellales
Amborellales je maleni biljni red s jednom jedinom porodicom, rodom i vrstom. Endemska je cvjetnica na otoku Grande Terre u Novoj Kaledoniji.
Amborella je grm ili manje drvo do 8 metara visine, i smatra se evolucijski najstarijom živućom cvjetnicom, a svrstava se u dvosupnice.
Red je opisan 1999. jedini predstavnik nadreda Amborellanae.

## Opis
Amborellales, biljni red koji sadrži jednog člana, Amborella trichopoda, u porodici Amborellaceae. Smatra se da ovaj red predstavlja najraniju divergentnu granu među živućim članovima stabla angiospermi (cvjetnice).
Amborella trichopoda porijeklom je iz Nove Kaledonije, u jugozapadnom Tihom oceanu, i raštrkano je rasprostranjena većim dijelom središnjeg povišenog dijela otoka. To je zimzeleni grm čije se drvo smatra primitivnim tipom zbog nedostatka žila (vrsta stanica za provođenje vode). Muški (koji stvaraju pelud) i ženski (koji proizvode ovule) cvjetovi nalaze se na različitim biljkama. Cvjetovi su mali, promjera 5 mm (0,2 inča) ili manje, i nalaze se u malim grozdovima u pazušcima listova. Imaju 5-8 čašica (sepale i petale nisu diferencirane) koje obuhvaćaju 10-25 prašnika ili 5-6 karpela. Struktura prašnika i karpela također se smatra relativno primitivnom. Prašnici su spljošteni i lisnati. Karpele nisu potpuno zapečaćene, a stigma je pričvršćena izravno na vrh plodnice (nema srednjeg izduženog stila). Jednosjemeni plodovi koji se razvijaju iz svake plodnice crveni su u zrelosti i samo 1 cm (0,4 inča) dugi i 3 mm (0,1 inča) široki. Za razliku od većine bazalnih angiospermi, A. trichopoda očito nema eteričnih ulja.

## Porodice
1. Amborellaceae Pichon, 1948

## Vanjske poveznice
- Plants of New Caledonia. Amborella and the “abominable mystery”